# エセックス郡 (マサチューセッツ州)
エセックス郡（英: Essex County）は、アメリカ合衆国マサチューセッツ州にある郡である。ボストンの北に位置している。人口は80万9829人（2020年）。郡政府は1999年に廃止された。それまでの郡庁所在地は南地区のセイラム、および北地区のローレンスの2つだった。同郡で人口最大の都市はリンである。
郡と地区は、州の下部機関が重要な統計データを集め、司法関連の負荷を配分するための管理地域として残されており、記録の保管も求められている。アメリカ合衆国国立公園局はエセックス国立歴史遺産地域という区分名を使っている。アメリカ国立気象局の警報発令範囲にも郡名が使われており、全ての市町名を列挙するわけではない。

## 歴史

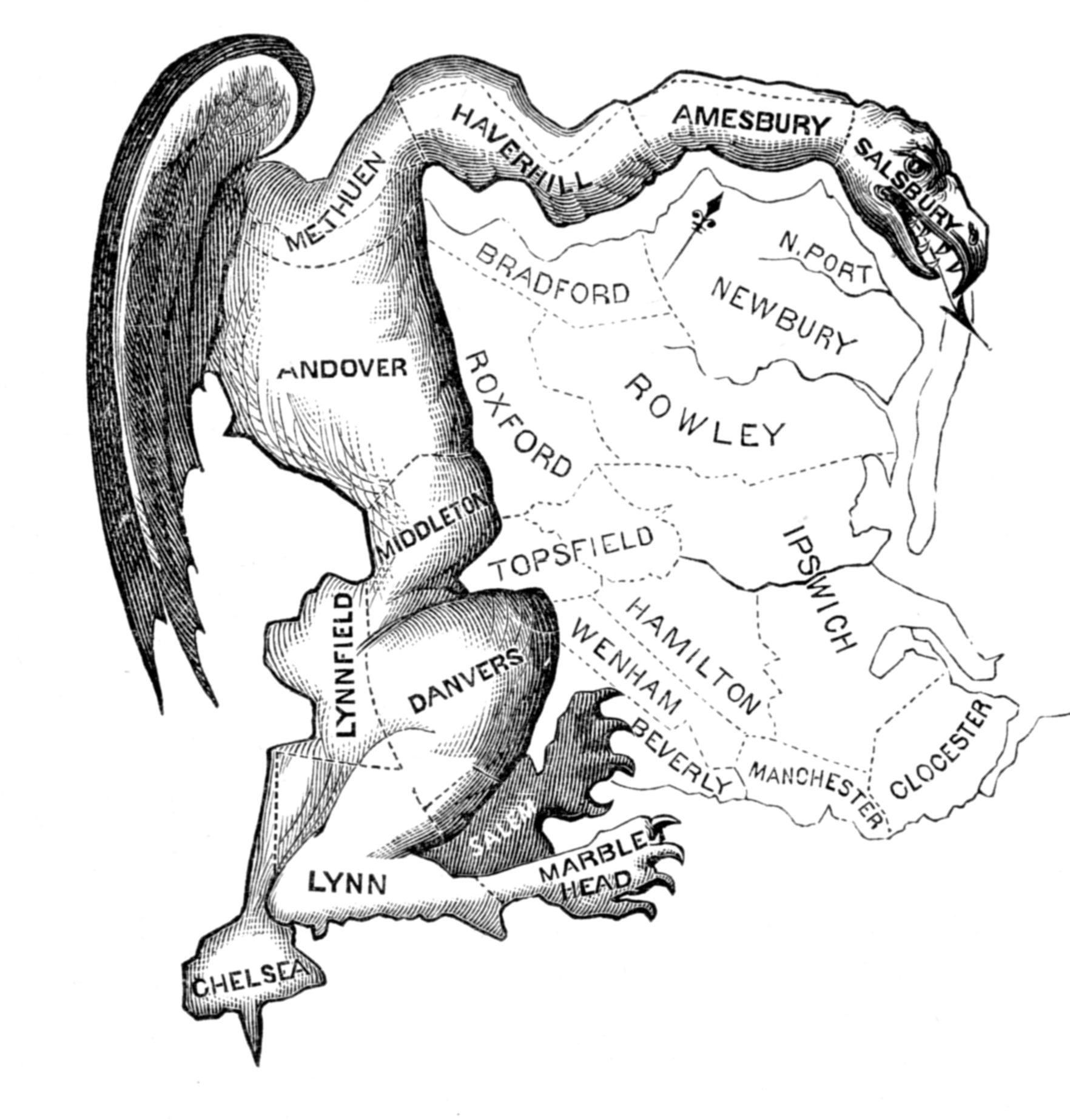
1812年の政治漫画、マサチューセッツ州議会が定めた選挙区割りは、現職民主共和党知事のエルブリッジ・ゲリーが連邦党に対して有利なように引かれていることを示している。このゲリーからゲリマンダーという言葉が生まれた。この漫画ではエセックス郡の地区を龍のような奇妙な形に描いている

エセックス郡は1643年5月10日に、マサチューセッツ湾植民地会議がこの植民地内を4つのシャイアに分けるという命令を出されたときに、議会によって創設された。郡名はイングランドのエセックスから採られた。当初の領域には、セイラム、リン、ウェナム、イプスウィッチ、ローリー、ニューベリー、グロスター、アンドーバーの町が含まれており、それらがその後の長い間に再分割され、現在の市町を生んできた。
エセックス郡のマーブルヘッドで州知事のエルブリッジ・ゲリーが生まれており、ゲリーは1812年にサラマンダーのような形に選挙区割りを行ったことで、ゲリマンダー（都合の良いように選挙区割りを行うこと）という言葉が生まれた。

## 郡政府と政治
エセックス郡は、州内8郡と同様に歴史的な地域区分としてのみ残っており、郡政府は無い。郡の機能は1999年に州の機関に引き継がれた。保安官と、その他特別任務のある地域役人が地元の選挙で選ばれ地域内の任務を果たしているが、郡政委員など郡が雇用する者はいない。市町はサービスの共有を行うために独自の地域協定を結成する権利を認められている。

### 政治
| 年     | 共和党        | 民主党        |
| ------ | ------------- | ------------- |
| 2012年 | 41.1% 150,480 | 57.4% 210,302 |
| 2008年 | 38.8% 137,129 | 59.1% 208,976 |
| 2004年 | 40.5% 135,114 | 58.2% 194,068 |
| 2000年 | 35.4% 110,010 | 57.5% 178,400 |
| 1996年 | 30.6% 89,120  | 58.7% 171,021 |
| 1992年 | 31.7% 102,212 | 43.6% 140,593 |
| 1988年 | 48.6% 148,614 | 49.7% 151,816 |
| 1984年 | 54.8% 162,152 | 44.8% 132,353 |
| 1980年 | 43.8% 130,252 | 39.0% 116,173 |
| 1976年 | 41.6% 125,538 | 55.0% 165,710 |
| 1972年 | 46.5% 138,040 | 53.0% 157,324 |
| 1968年 | 35.4% 99,721  | 61.0% 171,901 |
| 1964年 | 25.3% 71,653  | 73.4% 210,135 |
| 1960年 | 42.9% 126,599 | 56.9% 167,875 |

| 民主党 | 158,409 | 32.98% |
| 共和党 | 57,759  | 12.02% |
| 無党派 | 261,600 | 54.46% |
| 少数党 | 2,619   | 0.55%  |
| 合計   | 480,387 | 100%   |

## 地理
アメリカ合衆国国勢調査局に拠れば、郡域全面積は828.53平方マイル (2,145.9 km2)であり、このうち陸地500.67平方マイル (1,296.7 km2)、水域は327.86平方マイル (849.2 km2)で水域率は39.57%である。エセックス郡の北はニューハンプシャー州ロッキンガム郡に接し、東は大西洋（実際的にメイン湾とマサチューセッツ湾）に面し、南はサフォーク郡、西はミドルセックス郡に接している。郡内最北西のメスエン町がニューハンプシャー州ヒルズボロ郡の小部分と接している。郡内の土地は全て町あるいは市に組み込まれている。
エセックス郡内にはノースショア、ケープアンおよびメリマック・バレーの下流域が含まれている。

### 隣接する郡
- ロッキンガム郡 (ニューハンプシャー州) - 北
- メイン湾 - 北東
- マサチューセッツ湾 - 南東
- サフォーク郡 - 南
- ミドルセックス郡 - 西

### 国立保護地域
エセックス郡は、17世紀の植民地時代から、長い海洋の歴史、19世紀の繊維産業の拡大における指導力など、歴史に富んでいるので、全郡がアメリカ合衆国国立公園局によってエセックス国立歴史遺産地域に指定されている。
他にも次の地域が保護されている。
- パーカー川国立野生生物保護区
- セイラム海洋国立歴史史跡
- ソーガス鉄工所国立歴史史跡
- サッチャー島国立野生生物保護区

## 人口動態
以下は2010年国勢調査による人口統計データである。
| 基礎データ - 人口: 750,963 人 - 世帯数: 306,754 世帯 - 家族数: 185,081 家族 - 人口密度: 558人/km2（1,509人/mi2） - 住居数: 287,144 軒 - 住居密度: 221軒/km2（574軒/mi2） 人種別人口構成（2008年時点） - 白人: 76.0% - アフリカン・アメリカン: 3.8% - ネイティブ・アメリカン: 0.23% - アジア人: 3.1% - 太平洋諸島系: 0.04% - その他の人種: 6.20% - 混血: 2.6% - ヒスパニック・ラテン系: 16.5% 先祖による構成 - アイルランド系：18.4% - イタリア系：15.1% - イギリス系：9.9% - フランス系：5.6% - フランス系カナダ人：5.0% 言語による構成 - 英語：80.8% - スペイン語：10.2% - フランス語：1.4% - イタリア語：1.2% - ポルトガル語：1.0% | 年齢別人口構成 - 18歳未満: 25.2% - 18-24歳: 7.5% - 25-44歳: 30.3% - 45-64歳: 23.1% - 65歳以上: 13.9% - 年齢の中央値: 38歳 - 性比（女性100人あたり男性の人口） - 総人口: 91.9 - 18歳以上: 87.8 世帯と家族（対世帯数） - 18歳未満の子供がいる: 32.8% - 結婚・同居している夫婦: 51.1% - 未婚・離婚・死別女性が世帯主: 12.4% - 非家族世帯: 32.8% - 単身世帯: 27.1% - 65歳以上の老人1人暮らし: 10.9% - 平均構成人数 - 世帯: 2.57人 - 家族: 3.15人 収入と家計 - 収入の中央値 - 世帯: 51,576米ドル - 家族: 63,746米ドル - 性別 - 男性: 44,569米ドル - 女性: 32,369米ドル - 人口1人あたり収入: 26,358米ドル - 貧困線以下 - 対人口: 8.9% - 対家族数: 6.6% - 18歳未満: 11.9% - 65歳以上: 8.9% |

## 都市と町
| - エイムズベリー市 - アンドーバー町 - ビバリー市 - ボックスフォード町 - ダンバース町 - エセックス町 - ジョージタウン町 - グロスター市 - グローブランド町 - ハミルトン町 - ヘイブリル市 - イプスウィッチ町 | - ローレンス市 - リン市 - リンフィールド町 - マンチェスター・バイ・ザ・シー町 - マーブルヘッド町 - メリマック町 - マスーアン市 - ミドルトン町 - ネイハント町 - ニューベリー町 - ニューベリーポート市 - ノースアンドーバー町 | - ピーボディ市 - ロックポート町 - ローリー町 - セイラム市 - ソールズベリー町 - ソーガス町 - スワンプスコット町 - トップスフィールド町 - ウェナム町 - ウェストニューベリー町 |

## 教育
郡内には公立私立の多くの図書館や学校がある。

### 図書館
- メリマック・バレー図書館コンソーシアム[6]
- ノース・オブ・ボストン図書館交流[7]

### 中等教育

#### 公立高校
| - エイムズベリー高校（ニューハンプシャー州からも生徒を受け入れている） - アンドーバー高校 - ビバリー高校 - ダンバース高校 - ジョージタウン高校 - グロスター高校 - ハミルトン・ウェナム地域高校 - ヘイバリル高校 - イプスウィッチ高校 - ローレンス高校 | - リン・イングリッシュ高校 - リン・クラシカル高校 - リンフィールド高校 - マンチェスター・エセックス地域高校 - マーブルヘッド高校 - マスコノメット地域高校 - メスエン高校 - ニューベリーポート - ノースアンドーバー高校 - ノースショア・アカデミー | - ピーボディ・ベテランズ記念高校 - ペンタケット地域高校 - ロックポート高校 - セイラム高校 - ソーガス高校 - スワンプスコット高校 - トリトン地域高校 |

#### 工業学校
- エセックス農工高校
- グレーター・ローレンス工業学校
- リン職業訓練工業学校
- ノースショア工業高校
- ウィッティア地域職業訓練工業高校

#### 私立学校
- ブルックス学校
- セントラル・カトリック高校
- ガバナーズ・アカデミー
- ピングリー学校
- フィリップス・アカデミー
- セントジョンズ準備学校
- セントメアリーズ高校
- ウォーリング・スクール

### 高等教育機関
- エンディコット・カレッジ
- ゴードン・カレッジ
- ゴードン・コンウェル神学校
- マリアン・コート・カレッジ
- マサチューセッツ法学校
- メリマック・カレッジ
- モントセラート芸術カレッジ
- ノースショア・コミュニティカレッジ
- ノーザンエセックス・コミュニティカレッジ
- ノースポイント・バイブル・カレッジ
- セイラム州立大学
- ミスカトニック大学

## エセックス国立歴史遺産地域
1996年11月12日、アメリカ合衆国議会でエセックス国立歴史遺産地域が承認された。この地域はエセックス郡全域で構成され、大西洋岸からメリマック・バレーまで、広さは500平方マイル (1,300 km2) に及んでいる。34の市町が入り、アメリカ合衆国国家歴史登録財が2か所（セイラム海洋国立歴史史跡とソーガス鉄工所国立歴史史跡）および数多くの歴史史跡と地区が入っている。それらは植民地時代の開拓地、靴と繊維の産業発展、海洋産業の成長と衰退を表すものである。海洋については漁業、私掠船、中国貿易がある。この国立歴史遺産地域は議会で指定された国内49地域の1つであり、アメリカ合衆国国立公園局が管理している。
エセックス国立歴史遺産委員会は地域の観光と文化的認知度を促進するために認証された非営利組織であり、エセックス郡の人と土地を繋いでいる。その任務は歴史、文化、自然の資源を宣伝し、保護することにある。パートナーシップ・グラント・プログラム、探検家会員プログラム、フォト・サファリ、などの計画やプログラムを実行し、毎年9月の週末には「トレイルズ・アンド・セイルズ」を行い、エセックス歴史遺産シーニック・バイウェイやボーダー・トゥ・ボストン・トレイルのような重要な地域共同建設プロジェクトを行うことである。

## 関連図書
- Essex County directory for 1884-85. Boston, Massachusetts: Briggs & Co.. (1884)

### 土地登記所
- “Southern Essex District Registry of Deeds”.   Commonwealth of Massachusetts. 2013年9月3日閲覧。 Located in Salem, Massachusetts.
- “Northern Essex Registry of Deeds”.   Commonwealth of Massachusetts. 2013年9月3日閲覧。 Located in Lawrence, Massachusetts.

### 地図
- “Map of Essex County, Mass.”. Atlases.   Registry of Deeds Southern Essex District (1872年). 2013年9月3日閲覧。

### その他
- “Merrimack Valley Planning Commission”. 2013年9月3日閲覧。 Official Web Site.
- “PEM Peabody Essex Museum”. 2013年9月3日閲覧。 Official Web Site.
- “Massachusetts - Essex County”. National Register of Historic Places.   nationalregisterofhistoricplaces.com. 2013年9月3日閲覧。

座標: 北緯42度38分 西経70度52分 / 北緯42.64度 西経70.87度